# The Biwa Canal and Shooting the Rapids at Katsuragawa, Japan
The Biwa Canal and Shooting the Rapids at Katsuragawa, Japan è un cortometraggio muto del 1912. Il nome del regista non viene riportato nei credit del film, un documentario sul Giappone prodotto dalla Selig.

## Produzione
Il film fu prodotto dalla Selig Polyscope Company.

## Distribuzione
Distribuito dalla General Film Company, il film - un documentario di 100 metri - uscì nelle sale cinematografiche statunitensi il 25 ottobre 1912. Nelle proiezioni, veniva programmato con il sistema dello split reel, accorpato in un'unica bobina con un altro cortometraggio prodotto dalla Selig, la commedia Getting Atmosphere.